# Håkan Werner
Håkan Werner, född 20 oktober 1961, är en svensk keyboardist med hammondorgel som huvudinstrument.
Werner har bland annat varit med i kompband till Jan Johansen och har medverkat på flera av Jill Johnsons tidiga skivor. Han arbetar numera (2019) sedan många år med uthyrning och installation av scen- och musikutrustning vid Musiklagret i Borås.
Werner var mellan 1999 och 2017 gift med Jill Johnson och de har två barn tillsammans. Han är bror till Göran Werner och farbror till Mimi Werner.